# Tjæreby (Hillerød Kommune)
 For alternative betydninger, se Tjæreby. (Se også artikler, som begynder med Tjæreby)
Tjæreby ligger i Nordsjælland og er en landsby ca. 4 km. vest for Hillerød i Hillerød Kommune. Tjæreby hører til Region Hovedstaden. I landsbyen ligger Tjæreby Kirke. 

## Ekstern henvisning
- Tjæreby Kirke

|  | Denne artikel om lokaliteten Tjæreby (Hillerød Kommune) kan blive bedre, hvis der indsættes et (bedre) billede. Du kan hjælpe ved at afsøge Wikimedia Commons for et passende billede eller lægge et op på Wikimedia Commons med en af de tilladte licenser og indsætte det i artiklen. |

55°56′03″N 12°13′35″Ø / 55.93417°N 12.22639°Ø